# Tagoropsis sogai
Tagoropsis sogai är en fjärilsart som beskrevs av Griveaud 1964. Tagoropsis sogai ingår i släktet Tagoropsis och familjen påfågelsspinnare. Inga underarter finns listade i Catalogue of Life.